# Isopterygium subglobosum
Isopterygium subglobosum là một loài Rêu trong họ Hypnaceae. Loài này được Herzog mô tả khoa học đầu tiên năm 1916.